# Kruplov
Kruplov (německy Krippaschlag) je malá vesnice, část obce Jarošov nad Nežárkou v okrese Jindřichův Hradec v Jihočeském kraji. Nachází se asi jeden kilometr jihozápadně od Jarošova nad Nežárkou. Kruplov leží v katastrálním území Jarošov nad Nežárkou o výměře 9,96 km².

## Historie
První písemná zmínka o vesnici pochází z roku 1654.

## Obyvatelstvo
| Rok            | 1869 | 1880 | 1890 | 1900 | 1910 | 1921 | 1930 | 1950 | 1961 | 1970 | 1980 | 1991 | 2001 | 2011 | 2021 |
| -------------- | ---- | ---- | ---- | ---- | ---- | ---- | ---- | ---- | ---- | ---- | ---- | ---- | ---- | ---- | ---- |
| Počet obyvatel | 47   | 34   | 40   | 35   | 33   | 51   | 37   | 22   | 16   | 18   | 16   | 19   | 20   | 21   | 30   |
| Počet domů     | 6    | 6    | 5    | 5    | 5    | 5    | 5    | 5    | 5    | 5    | 4    | 5    | 5    | 6    | 6    |

## Galerie

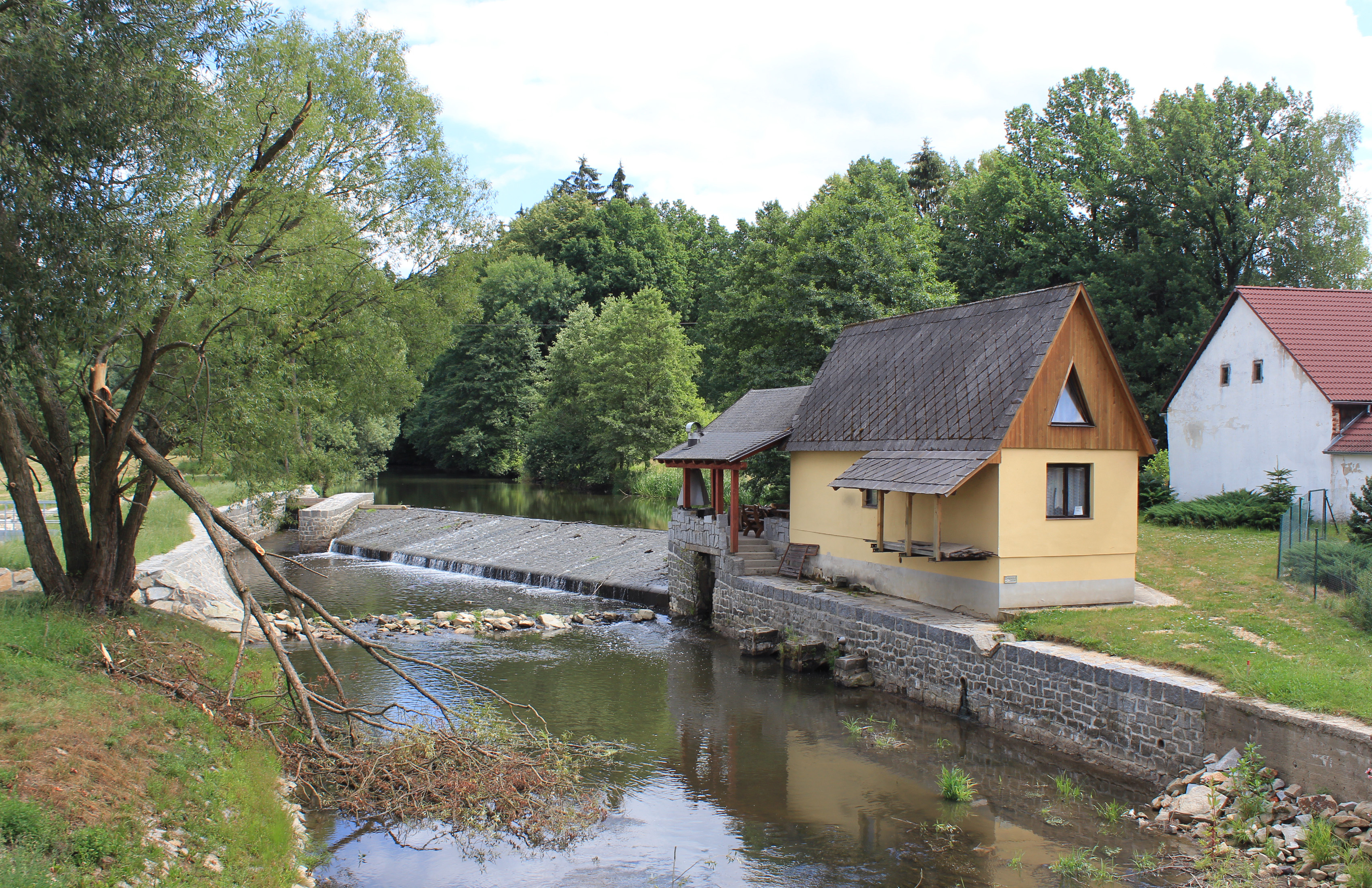
Jez na Nežárce
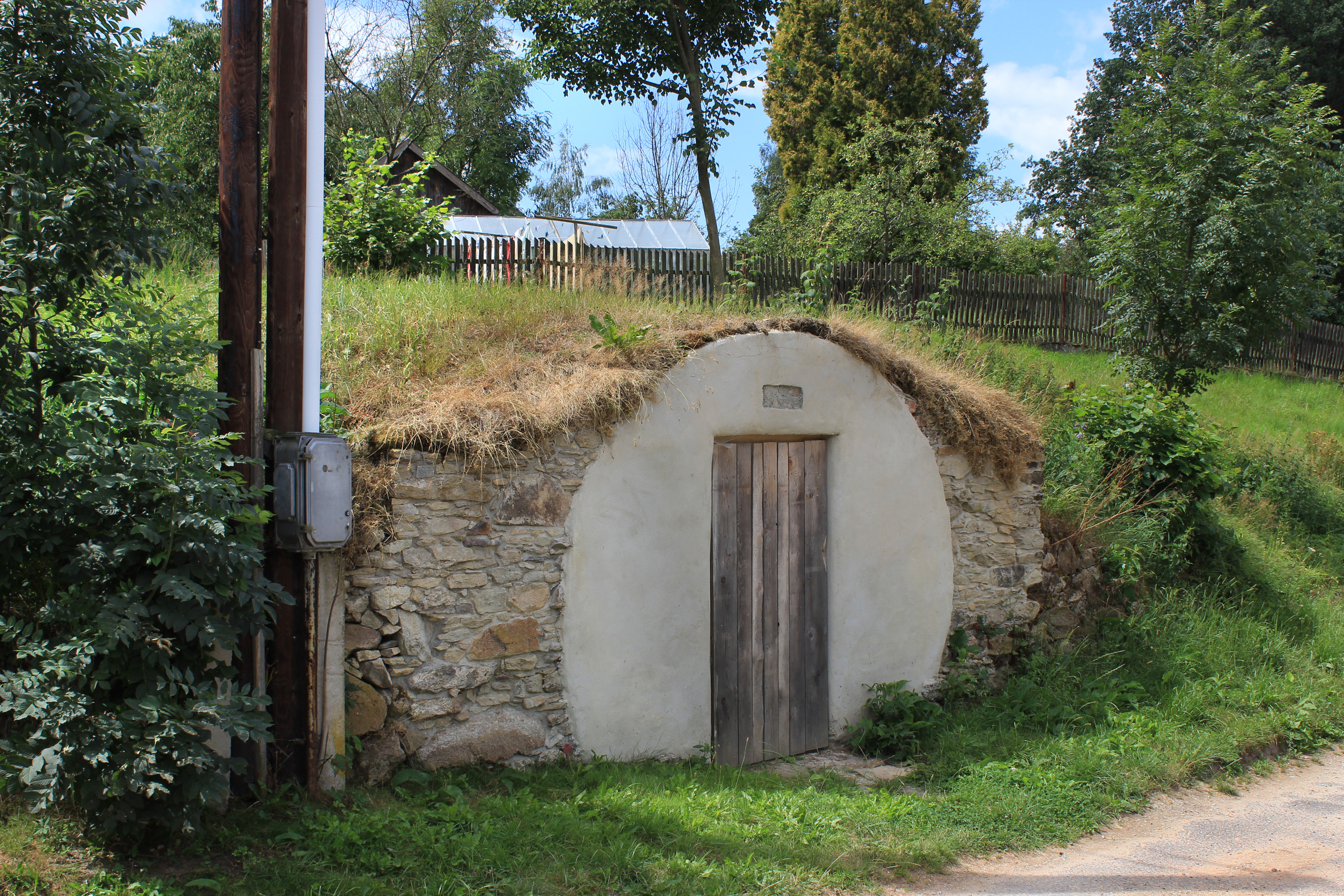
Sklep ve stráni – loch
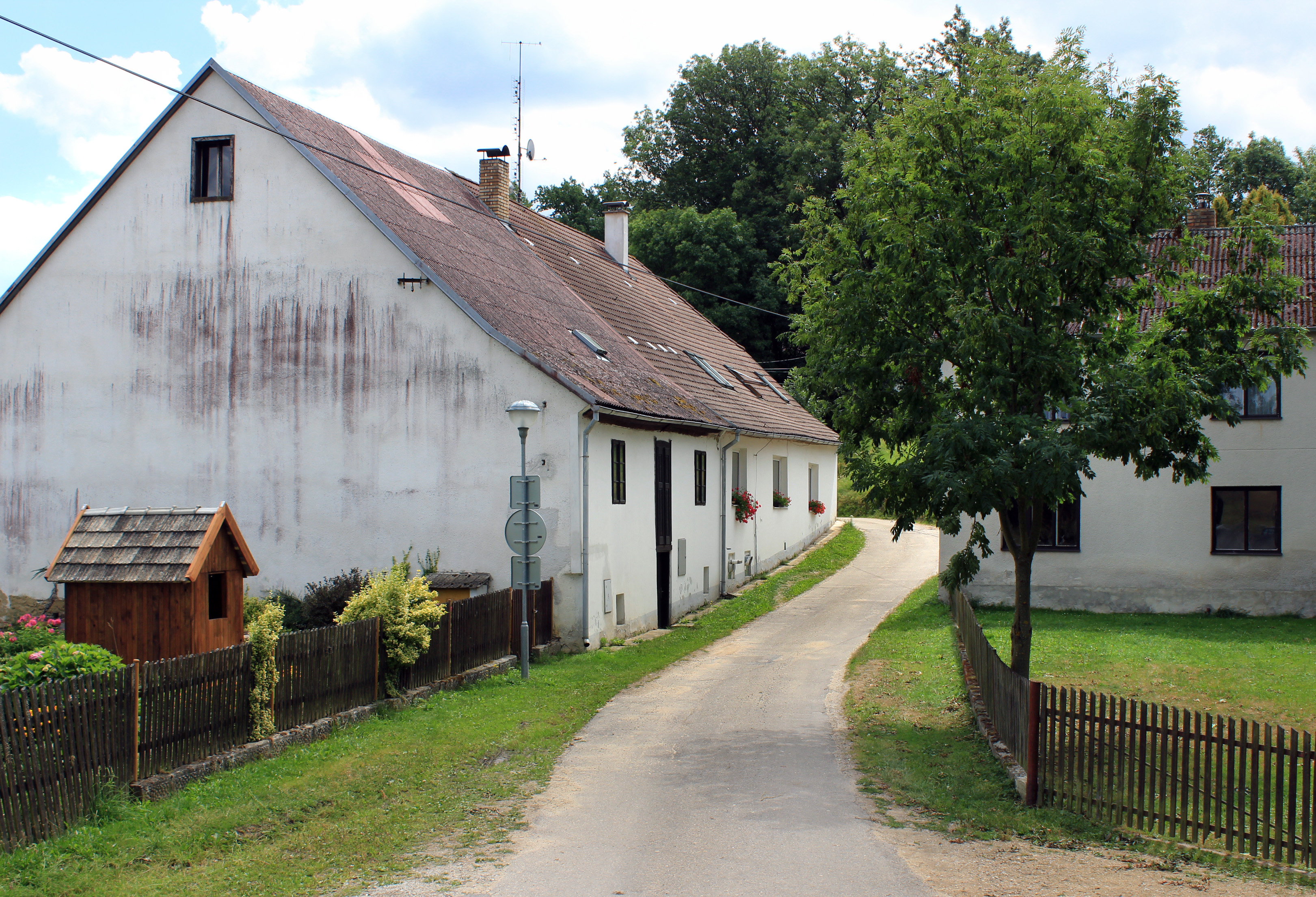
Úzká ulička k horní části vesnice